# Sumiyoshi (metropolitana di Tokyo)
La stazione di Sumiyoshi (住吉駅?, Sumiyoshi-eki) è una stazione della metropolitana di Tokyo che si trova a Kōtō. La stazione è servita dalla linea Hanzōmon della Tokyo Metro e dalla linea Shinjuku della Toei. A piedi in circa 15 minuti si può raggiungere la stazione di Kinshichō per l'interscambio con la JR, e per accedere al Parco di Sumiyoshi, uno dei luoghi preferiti dagli abitanti di Tokyo per lo hanami primaverile.

## Struttura

### Linea Hanzōmon
La stazione è dotata di due piattaforme singole a canne sovrapposte al terzo e al quarto piano sotterranei.
| 1 | Linea Hanzōmon | per Ōtemachi, Shibuya, e (via linea Tōkyū Den-en-toshi) Chūō-Rinkan |
| 2 | Linea Hanzōmon | per Kinshichō, Oshiage e (via linea Tōbu Isesaki) Kuki              |

### Linea Shinjuku
La stazione è dotata di due piattaforme laterali con due binari al secondo piano sotterraneo.
| 1 | Linea Shinjuku | per Bakuro-yokoyama, Jimbochō, Shinjuku, Sasazuka, Chōfu, e Hashimoto |
| 2 | Linea Shinjuku | per Funabori e Motoyawata                                             |

## Stazioni adiacenti
| «                    | Servizio       | »              |
| Linea Shinjuku       | Linea Shinjuku | Linea Shinjuku |
| -------------------- | -------------- | -------------- |
| Kikukawa             | Locale         | Nishi-ōjima    |
| L'Espresso non ferma |                |                |
| Linea Hanzōmon       |                |                |
| Kiyosumi Shirakawa   | -              | Kinshichō      |